# Albert Bresnig
Albert Bresnig (auch: Breznik, Bresnik) (* 26. März 1902 in Wackendorf bei Globasnitz/Globasnica; † im 20. Jahrhundert) war ein österreichischer Landwirt und Politiker. 

## Leben
Bresnig war das uneheliche Kind der „Klampfertochter“ Agnes Wriesnik (* 26. Januar 1879). Er war römisch-katholisch. Nach dem Besuch der Volksschule in Globasnitz/Globasnica besuchte er einen einjähriger Genossenschaftskurs in Laibach/Ljubljana, eine einjährige Landwirtschaftsschule in Grm bei Novo Mesto in Slowenien und machte ein einjähriges Praktikum in der Schweiz.
Er lebte als Wirtschafter („Mahr“) am Drobež-Anwesen in Sittersdorf/Žitara vas. Er war Mitglied des Landesbauernrates und Vorsitzender des slowenischen Bildungsvereines Globasnitz/Slovensko izobraževalno društvo Globasnica.
Im Ständestaat war er vom 19. November 1934 bis zum 11. März 1938 als Vertreter von Land- und Forstwirtschaft Mitglied im Ständischen Kärntner Landtag. Im Landtag war er Mitglied des Schulausschusses.